# Ilse Peters (Filmeditorin)
Ilse Peters (* 28. Januar 1932; † 20. Mai 2019) war eine deutsche Filmeditorin. Sie begann ihre Laufbahn als Schnittmeisterin Mitte der 1950er Jahre und war bis 1990 bei mehr als 40 DEFA-Produktionen für den Filmschnitt verantwortlich.

## Filmografie (Auswahl)
- 1957: Vergeßt mir meine Traudel nicht
- 1958: Abenteuer in Bamsdorf
- 1959: SAS 181 antwortet nicht
- 1959: Sie nannten ihn Amigo
- 1960: Der Moorhund
- 1960: Das Leben beginnt
- 1961: Das Kleid
- 1962: Fernsehpitaval: Auf der Flucht erschossen (Fernsehreihe)
- 1962: Die Jagd nach dem Stiefel
- 1963: Bonner Pitaval: Die Affäre Heyde-Sawade
- 1964: Der fliegende Holländer
- 1965: Der Reserveheld
- 1965: Die Mutter und das Schweigen
- 1966: Die Söhne der großen Bärin
- 1967: Meine Freundin Sybille
- 1968: Der Mord, der nie verjährt
- 1970: Effi Briest (Fernsehfilm)
- 1971: Husaren in Berlin
- 1973: Die Hosen des Ritters von Bredow
- 1977: Zur See (Fernsehserie, 8 Folgen)
- 1978: Des kleinen Lokführers große Fahrt (Fernsehfilm)
- 1979: Des Henkers Bruder
- 1980: Die Schmuggler von Rajgrod
- 1982: Der Prinz hinter den sieben Meeren
- 1982: Romanze mit Amélie
- 1983: Moritz in der Litfaßsäule
- 1985: Weiße Wolke Carolin
- 1986: Der Bärenhäuter
- 1986: Das Schulgespenst
- 1987: Vorspiel
- 1990: Rückwärtslaufen kann ich auch
- 1990: Die Architekten